# 大花景天
大花景天（学名：Sedum magniflorum）为景天科景天属的植物，是中国的特有植物。分布于中国大陆的云南等地，生长于海拔3,800米的地区，一般生长在冷杉林下岩石上，目前尚未由人工引种栽培。